# Jack Tramiel
Jack Tramiel (ur. jako Idek Trzmiel; 13 grudnia 1928 w Łodzi, zm. 8 kwietnia 2012 w Monte Sereno) – amerykański biznesmen żydowskiego pochodzenia urodzony w Polsce, założyciel Commodore International, twórcy najpopularniejszego komputera osobistego wszech czasów Commodore 64, następnie właściciel Atari Corp., producenta m.in. komputera Atari ST.

## Wczesne lata
Urodził się w 1928 w Łodzi, w rodzinie polskich Żydów jako Idek Trzmiel. Inne źródła wymieniają również Jacek Trzmiel lub Icek Trzmiel. Jego rodzicami byli Abram Josef Trzmiel i Rifka Bentkowska.
Jeszcze jako dziecko w 1940 roku trafił do Ghetto Litzmannstadt w Łodzi, gdzie spędził prawie 5 lat pracując w fabryce odzieży. W sierpniu 1944 wraz z ojcem został wysłany do niemieckiego obozu koncentracyjnego Auschwitz. Niemiecki lekarz, dr Josef Mengele uznał ich za zdolnych do pracy, wywiezieni zostali więc do obozu AL Hanower-Ahlem niedaleko Hanoweru. Jego ojciec nie dożył końca wojny – najprawdopodobniej zmarł na tyfus, choć Jack Tramiel twierdził, że zginął od zastrzyku z benzyną podczas jednego ze zbrodniczych niemieckich eksperymentów. Obóz został wyzwolony w kwietniu 1945 roku.

## Emigracja
W 1947 roku Tramiel wyemigrował do Stanów Zjednoczonych, gdzie znalazł pracę jako mechanik w sklepie i szybko nauczył się angielskiego. W 1948 wstąpił do armii amerykańskiej, gdzie jego zadaniem było naprawianie sprzętu biurowego. Po kilku latach służby zdecydował się odejść z wojska i założyć własną firmę Commodore Portable Typewriter zajmującą się naprawą maszyn do pisania. Wkrótce nawiązał kontakty z europejskimi firmami (m.in. z firmą z Czechosłowacji, produkującą maszyny do pisania), co zaowocowało znacznym wzrostem dochodów firmy. W celu ominięcia niekorzystnych w USA zasad importu (zwłaszcza z krajów Układu Warszawskiego), Jack Tramiel zarejestrował w 1955 w Toronto nowe przedsiębiorstwo, Commodore Business Machines International. Tramiel chciał, by jego firma nosiła wojskową nazwę; nazwy stopni wojskowych „General” i „Admiral” były już zajęte, biznesmen zdecydował się więc na użycie stopnia wojskowego „Commodore” (komodor).

### Commodore
W latach 60. japońskie firmy zaczęły powoli zalewać amerykański rynek tanimi maszynami do pisania. Z racji gwałtownego spadku dochodów firmy Jack Tramiel postanowił zmienić profil jej działalności. W 1970 roku światło dzienne ujrzały pierwsze kalkulatory produkcji Commodore, bazujące na chipsetach Texas Instruments. W połowie lat 70. firma zaprezentowała swój pierwszy komputer – PET. Tramiel nie był przekonany co do budowy domowego komputera od podstaw, chciał więc kupić firmę Apple Inc. Steve Wozniak był nawet zainteresowany tą propozycją, jednak zażądał zbyt dużej sumy. PET w znacznym stopniu przewyższał ówczesne komputery, ale prawdziwym hitem stał się dopiero VIC-20. Tani, produkowany w setkach tysięcy egzemplarzy komputer przeszedł do historii jako jeden z najlepiej sprzedających się produktów Commodore. W 1982 pojawił się Commodore 64 z mikroprocesorem MOS6510, który okazał się jeszcze większym sukcesem – sprzedany w 22 mln egzemplarzy do dziś uważany jest za najpopularniejszy w dziejach komputer domowy. W okresie wielkiego sukcesu rynkowego Commodore 64, Tramiel ukuł powiedzenie „Musimy budować komputery dla mas (wszystkich ludzi), a nie dla klas (społecznych)” (ang. „We need to build computers for the masses, not the classes.”).

### Atari
13 stycznia 1984 roku po gwałtownym starciu z największym udziałowcem Commodore, Jack Tramiel postanowił odejść z firmy. Wraz z nim firmę opuściło wielu pracowników, m.in. specjaliści od gier. Po krótkiej przerwie w branży komputerowej założył firmę Tramel Technology, Ltd., której celem było opracowanie oraz produkowanie konkurencyjnego komputera domowego nowej generacji.
W tym samym roku wykupił od Time Warner firmę Atari Inc., mającą poważne kłopoty finansowe w związku z zapaścią na rynku gier wideo w 1983 roku. Po przejęciu firma wypuściła na rynek odnowioną serię modeli 8-bitowych: Atari 65XE, 130XE, później również hybrydę konsoli do gier i komputera: XEGS, jednocześnie wprowadzając odmłodzoną wersję komputera Atari 800XL, czyli 800XE. Model ten cechował się między innymi inną obudową, bazującą na modelach 65XE oraz 130XE. Wprowadzono również komputer nowej generacji – 16-bitowy model nazwany Atari ST, który z uwagi na doskonałe możliwości za niską cenę początkowo cieszył się stosunkowo dużą popularnością na rynku. Dzięki zastosowaniu nowych rozwiązań technicznych, m.in. złącza MIDI i znakomitemu oprogramowaniu użytkowemu takiemu jak Calamus, DEGAS i Cubase, komputery Atari serii ST oprócz zastosowań rozrywkowych znalazły również odbiorców wśród specjalistów od DTP i muzyków. Z możliwości oferowanych przez komputery korzystało wielu artystów, w tym m.in. Mike Oldfield, Jean-Michel Jarre, Kazik Staszewski, Czesław Niemen. Wielu muzyków do dzisiaj wspomina swoją przygodę z komputerami Atari, a niektórzy do dzisiaj używają ich w różnych celach. Tramiel uczestniczył we wprowadzeniu na polski rynek, do sklepów Pewex, komputerów marki Atari, oddelegowując w roku 1985 do rozmów z Marianem Zacharskim, ówczesnym dyrektorem Peweksu, zaufanego człowieka do spraw współpracy z krajami Wschodu. Jego przedstawicielem w Polsce był Lucjan Wencel, pośredniczący przez własną firmę Logical Design Works w wyłącznej sprzedaży komputerów Atari w sieci Peweksów.
Po odejściu z Commodore Tramiel wypowiedział słowa „biznes to wojna” (ang. „business is war”). Pomiędzy Commodore i Atari od początku trwała walka o rynek komputerów i wyścig technologiczny, która w efekcie, w czasie załamania rynku komputerów w latach 90. oraz rozwoju rynku komputerów klasy PC, doprowadziła obie firmy do zawieszenia działalności, a także bankructwa.
W roku 1995 szef Atari – Sam Tramiel przeżył atak serca i Jack wrócił na chwilę do firmy, aby nadzorować jej działalność. W 1996 roku Tramiel sprzedał firmę w drodze odwróconej fuzji (przejęcia) producentowi dysków twardych – Jugi Tandon Storage (JTS). Powstałe z połączenia obu firm przedsiębiorstwo przyjęło nazwę JTS Corporation. Początkowo JTS planowało kontynuować działalność w obu branżach, jednak w kilka miesięcy później, 30 lipca 1996 roku, większość pracowników z Atari została zwolniona, a cały majątek sprzedany.

## Życie prywatne i rodzinne
Z żoną Heleną miał trzech synów: Sama, Leonarda i Gary’ego, którzy pracowali z nim w przedsiębiorstwie.
Jack Tramiel przeszedł na emeryturę i zamieszkał w Monte Sereno. Aktywnie udzielał się w Lidze Przeciwko Zniesławieniom. W 2004 roku, w towarzystwie dziennikarzy przybył do Polski, by odwiedzić swoje rodzinne miasto, Łódź. 
Zmarł na zawał serca w 2012 roku w Stanford, w stanie Kalifornia, dożywając 83 lat. 

## Upamiętnienie
W 2014 roku, w rodzinnej Łodzi, Jack Tramiel został mianowany patronem ronda przy ul. Informatycznej, w pobliżu hubu logistycznego i węzła Łódź-Olechów.